# Муниципальное образование «Гаханское»
Муниципальное образование «Гаханское» — муниципальное образование со статусом сельского поселения в
Эхирит-Булагатском районе Иркутской области России. Административный центр — поселок Гаханы.

## Демография
| 2010  | 2011  | 2012  | 2013  | 2014  | 2015  | 2016  |
| ----- | ----- | ----- | ----- | ----- | ----- | ----- |
| 3434  | ↘3421 | ↘3382 | ↘3352 | ↘3308 | ↘3254 | ↗3261 |
| 2017  | 2018  | 2019  | 2020  |       |       |       |
| ↘3230 | →3230 | ↘3221 | ↘3213 |       |       |       |

## Населенные пункты
В состав муниципального образования входят населенные пункты
- Гаханы
- Бозой[11]